# Pierre Schneiter

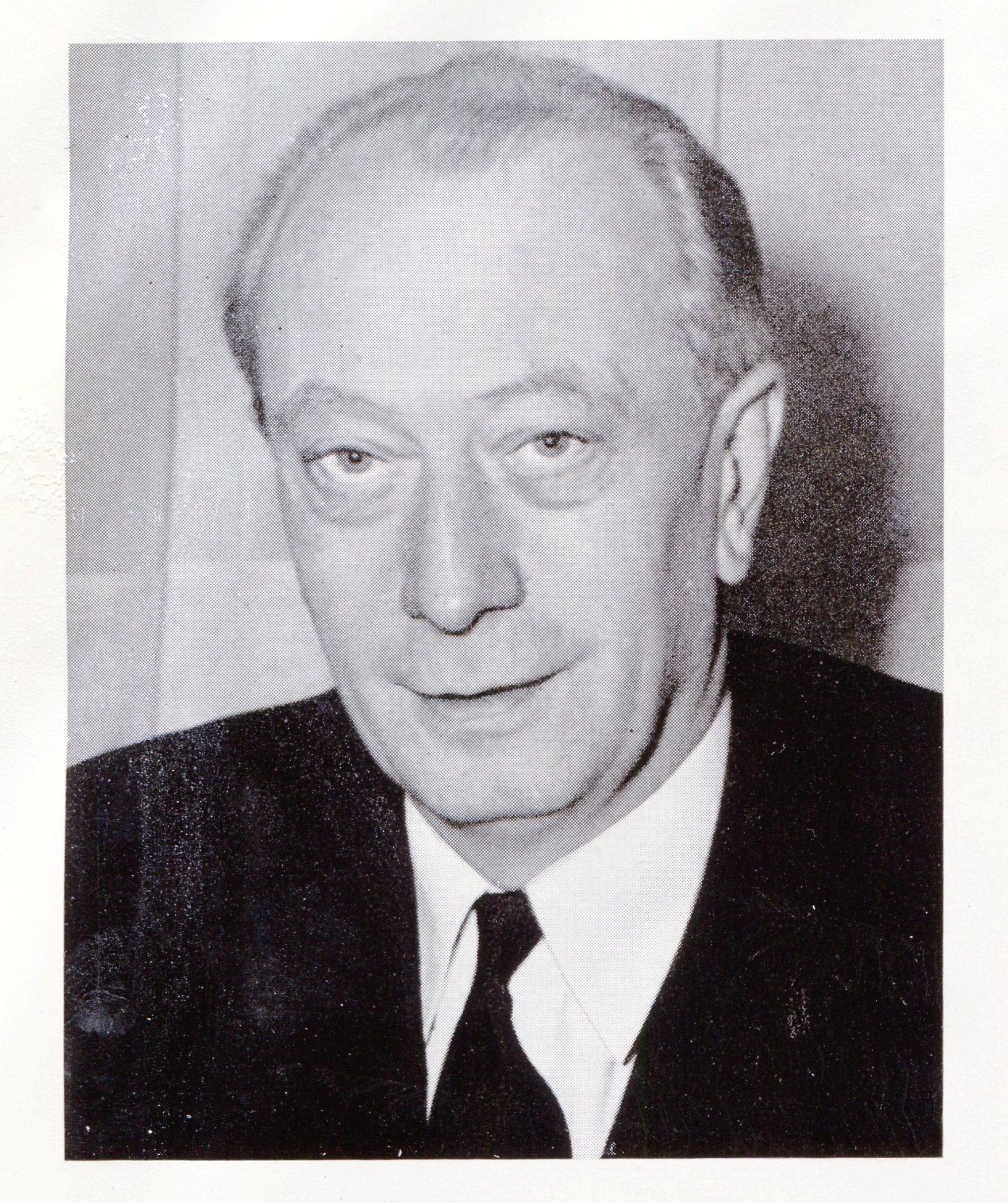
Pierre Schneiter (1958)

Pierre Schneiter (* 13. April 1905 in Reims, Département Marne; † 17. März 1979) war ein französischer Politiker der Mouvement républicain populaire (MRP), der unter anderem elf Monate Präsident der Nationalversammlung war.

## Leben
Schneiter studierte nach dem Schulbesuch an der École des hautes études commerciales (HEC) in Paris und schloss dieses Studium mit einem Diplom ab. Im Anschluss war er im öffentlichen Dienst tätig, ehe er nach der Befreiung Frankreichs im August 1944 Präfekt wurde. Zugleich war er Mitglied der Beratenden Versammlung des von Forces françaises libres befreiten Frankreich und dann von 1945 bis 1946 der Konstituierenden Nationalversammlung.
1946 wurde dann Mitglied der Nationalversammlung und gehörte dieser nach seiner Wiederwahl 1951 bis 1957 an.
Daneben wurde er 1946 Unterstaatssekretär im Außenministerium. Im Anschluss war er von November 1947 bis Juli 1948 als Staatssekretär für deutsche und österreichische Angelegenheiten in der Regierung von Premierminister Robert Schuman.
Zwischen Juli 1948 und August 1951 war er in mehreren Regierungen der Vierten Republik Minister für öffentliche Gesundheit und Bevölkerung.
Am 11. Januar 1955 wurde er Präsident der Nationalversammlung und bekleidete dieses Amt rund elf Monate bis zum 2. Dezember 1955. Schneiter war außerdem von 1957 bis 1959 Bürgermeister von Reims.
Er war darüber hinaus später Präsident des Gartenbauverbandes Frankreichs und wurde als solcher 1969 mit der Goldenen Blume von Rheydt ausgezeichnet, dem ältesten deutschen Umweltschutz-Preis.
Sein Sohn Jean-Louis Schneiter war ebenfalls Mitglied der Nationalversammlung sowie zwischen 1999 und 2008 Bürgermeister von Reims.